# 斯利维采
斯利维采是斯洛文尼亚内卡尼奥拉区采尔克尼察镇拉凯克以西的一个定居点。